# I santi Rocco, Sebastiano e Giobbe
I santi Rocco, Sebastiano e Giobbe è un dipinto del pittore veronese Girolamo dai Libri, realizzato con la tecnica della pittura a olio su tela, conservato nella chiesa di San Tomaso Cantuariense a Verona.
La pala è oggi collocata nell'altare di san Rocco realizzato nel 1505 ma poi sostituito nel 1727. La presenza tra i protagonisti di san Rocco, nella tradizione santo taumaturgo e protettore degli ammalati, è stata avanzata l'ipotesi che la commissione del dipinto sia avvenuta in relazione all'epidemia di peste che ha colpito la città di Verona tra il 1510 e il 1512 in seguito alla guerra della Lega di Cambrai e alle disfatte veneziane nella battaglia di Agnadello.
Di conseguenza si è proposta una datazione di poco successiva, ossia intorno alla prima metà degli anni 1510. Una tale collocazione temporale può essere sostenuta anche dall'analisi dello stile del dipinto in cui ancora sono ben evidenti gli influssi del Mantegna (e in particolare alla Pala Trivulzio) che hanno fortemente caratterizzato le opere più giovanili di Girolamo dai Libri a cui si aggiungono nuovi caratteri mutuati dalle opere di Cima da Conegliano, Giovanni Bellini e Antonello da Messina giunti in città grazie all'eclettico pittore Giovan Francesco Caroto che a sua volta li ha assorbiti nei suoi numerosi viaggi. Proprio per questo anticamente la tela era stata attribuita, seppur erroneamente, proprio a Caroto.